# Крабат (фольклорный персонаж)
Кра́бат (в.-луж. Krabat) — персонаж серболужицкого фольклора, герой легенды, главный герой сказок на тему ученика колдуна. Единой версии относительно происхождения и авторства Крабата не существует.

## Народные представления

### Сербская версия
В толковании лужицких сербов (сорбов), которые живут между Эльбой, Одером и Найсе, он был выходцем из крестьян, который попал к могучему колдуну на обучение. Однако, в отличие от своего учителя Крабат был хорошим персонажем и помогал крестьянам с помощью магии. Согласно другим сведениям, Крабат был реально существующим человеком, хорватом по происхождению — Иоханном Шадовитце. Он был военнослужащим в звании полковника в армии курфюрста Саксонии Августа, который даровал ему имении Грос-Серхэн в 1691 году за заслуги в войне с турками. Далее в сербской версии фольклора Шадовитце превращается в мальчика-подпаска, который одолевает могучего колдуна с помощью заклинаний из волшебной книги. После этого он использовал заклинания из вышеупомянутой книги для помощи крестьянам.

### Немецкая версия
В немецком варианте легенды о Фаусте и Крабате тесно переплелись между собой. Как и Фауст Крабат использует полученные знания и сверхъестественные силы не только в собственных нуждах, но и для помощи крестьянам. Благодаря магии он делает поля более плодородными, осушает болота и борется с засухой. Не забывает Крабат и о персоне курфюрста Августа, периодически подшучивая над ним.

## Упоминание
Популярность легенды о Крабате, как персонаже германского фольклора, служила вдохновением для многих писателей. Среди первых авторов в XX веке, которые посвятили свои страницы этому персонажу стал лужицкий писатель Мерчин Новак-Нехорньский с романом на сорбском языке — «Mišter Krabat» (1954).
Однако, наибольшую известность Крабату принесло творчество немца Отфрида Пройслера, который в 1971 году издал сказочную повесть «Крабат, или Легенды старой мельницы».
Имеет четыре экранизации:
- de:Die schwarze Mühle (Film) — фильм по повести Юрия Брезана про Крабата, ГДР
- Крабат – ученик колдуна
- Крабат. Ученик колдуна
- Der Siebente Rabe («Седьмой ворон») — мультфильм 2011 года авторства de:Jörg Herrmann